# Huy (Bélgica)

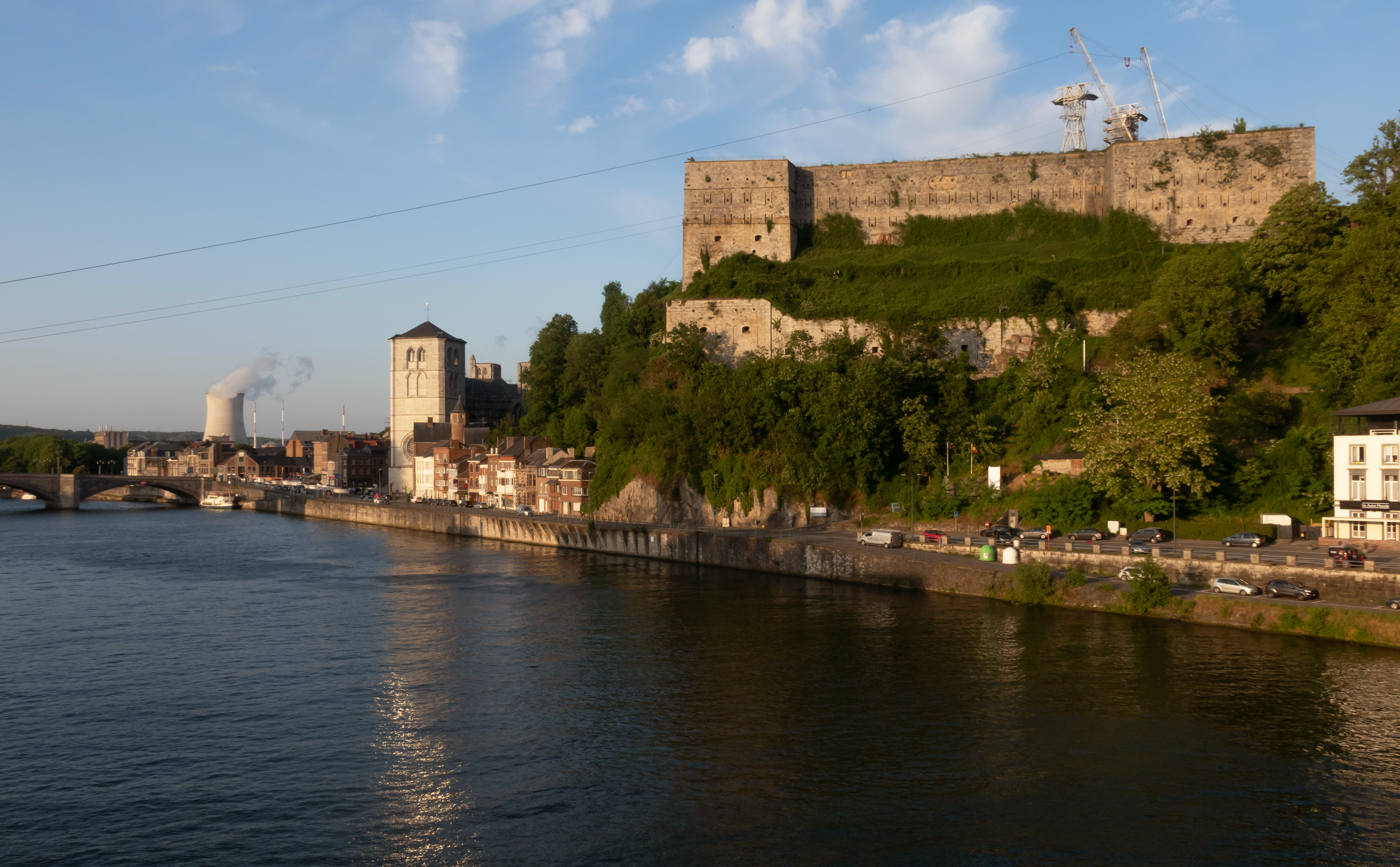
Huy, vista desde el puente (le Pont du Chemin de Fer) con la fortaleza (Fort de Huy), dos iglesias (la collégiale Notre-Dame) y (Saint-Domitien) y la central nuclear de Tihange

Huy (en valón: Hu, en francés: Huy, en neerlandés: Hoei) es un municipio de Bélgica en la provincia de Lieja, en la zona francófona de Valonia, con una población a 1 de enero de 2019 de 21.227 habitantes. Está situada a las orillas del río Mosa, en la desembocadura del afluente Hoyoux, entre las ciudades de Namur y Lieja.

## Historia
Las primeros registros de Huy se remontan a un castro romano con un fuerte localizado en la parte derecha del río Mosa. Más adelante Huy fue evangelizado por San Domitiano, Obispo de Tongeren, en el siglo VI y es mencionado por primera vez en el siglo VII.
En la Edad Media fue uno de los más prosperos pueblos en el río Mosa con una economía fuerte basada en la metaluria además de en la fabricación de vino, madera y esculturas. Ya en el siglo X cambió su estatus de pueblo a ciudad y formó parte del príncipe-obispado de Lieja durante más de ocho siglos. En 1066 se confirmó a Huy como ciudad y cuando Urbano II lanzó su llamamiento a la cruzada el 27 de noviembre de 1095 tras el concilio de Clermont, Pedro de Amiens el Ermitaño persuadió a los habitantes locales para participar en la primera cruzada.
En los siglos XIII y XIV se desarrolló la economía gracias a la industria telar y el castillo fue usado ocasionalmente en tiempos de guerra. Ya en el siglo XV el castillo llegó a ser un símbolo de la ciudad pero en los dos siglos siguiente fueron testigos de un gradual descenso de las riquezas de la ciudad debido en parte al valor estratégico de la ubicación cerca del río Mosa. 
En la última parte del siglo XVII las guerras de Luis XIV causaron repetidos ataques a la ciudad hasta llegar al punto que los propios habitantes frustrados desmantelaron su propio castillo, que tantos problemas les había causado, en 1715. En 1818 se inició la construcción de un nuevo fuerte por parte de los neerlandeses. Esta fue una posición estratégica de defensa durante las dos guerras mundiales.
El siglo XIX fue una época de gran prosperidad basada en la industria del papel aunque se notó demasiado el descenso de la industria pesada en el siglo XX. Hoy en día la ciudad vuelve a revivir gracias a los productos basados en estaño y al turismo.

## Geografía
La ciudad de Huy reagrupa estas comunidades:
- Ben-Ahin
- Tihange
- Huy
- Neuville-sous-Huy

## Demografía

### Evolución
Todos los datos históricos relativos al actual municipio, el siguiente gráfico refleja su evolución demográfica, incluyendo municipios después de efectuada la fusión el 1 de enero de 1977.
| Gráfica de evolución demográfica de Huy entre 1846 y 2019 |
|                                                           |

## Turismo
Entre todas las cosas relevantes de la ciudad las que destacan por encima del resto son estas:
- Li Bassinia es una fuente datada del siglo XV situada en el centro de la Grand Place.
- Li Tchestia es un fuerte que construyeron los neerlandeses en 1818 encima de un castillo de 1717 que fue importante durante la Segunda Guerra Mundial.
- Li Rondia es el rosetón de la Colegiata de Nuestra Señora del siglo XI, recientemente restaurada.
- Li Pontia, es el puente que atraviesa el río Mosa.

También podemos visitar otras atracciones turísticas en Huy, como el Museo de la Carta de las Libertades (Le Musée de la Charte des Libertés) construido hacia el 1244 en el convento de los Hermanos-Mineros y que está dedicado particularmente a las bellas artes y las artes decorativas además de presentar objetos arqueológicos, etnográficos e industriales. 
También interesantes son el viejo hospicio de Oultremont, en donde se encuentra la oficina de turismo, datado del siglo XVI, la Colegiata de Nuestra Señora que empezó a construirse en el 1311, la Grand-Place, viejo barrio artesanal y comerciante, el Ayuntamiento de 1766, la plaza verde que está detrás del Ayuntamiento, la iglesia de San Mengold construida en 1108, la iglesia San Pierre del gótico (siglo XIII), el viejo refugio de la abadía de Aulne del siglo XVI, la casa Batta, antiguo refugio de la abadía de Val-Saint-Lambert o el teleférico de 1957 con más de 3000 metros de recorrido entre ida y vuelta).

## Fiestas
Cada siete años se celebra en Huy una procesión llamada la "festividad septenia" en conmemoración del final de la sequía de 1656. Ese año, el 15 de agosto, descendieron la Virgen de la Sarte para colocarla en la Colegiata de Nuestra Señora. Después la volvieron a subir a su capilla que está en lo alto de la ciudad y de esta manera la sequía paró. Desde entonces las autoridades decidieron en agradecimiento a la Virgen que se repitiese la procesión cada siete años. La última vez que se celebró fue el 15 de agosto de 2005.

## Deportes
Tradicionalmente se disputa en esta ciudad la Flecha Valona que está incluida dentro de las pruebas de UCI Pro Tour, siendo una de las más antiguas y más famosas del mundo terminando la prueba en el Muro de Huy.
En noviembre tiene lugar en Huy una prueba del campeonato belga de rallye, el rallye de Condroz-Huy, siendo en 2008 su 35ª edición.

## Ciudades hermanadas
- Compiègne, Francia, desde 1959
- Vianden, Luxemburgo, desde 1964
- Arona, Italia, desde 1967
- Natitingou, Benín, desde 1987
- Vélingara, Senegal, desde 1993
- Tienen, Bélgica, desde 1993

Además de las citadas ciudades con las que han firmado hermanarse, Huy tiene varios pactos de amistad con otras ciudades:
- Port-Bouet, Costa de Marfil, desde 1984
- Seosan, Corea del Sur, desde 1984
- Bury St Edmunds, Reino Unido, desde 1995
- Montagano, Italia, desde 1996
- Krujë, Albania, desde 1999
- Taizhou, China, desde 2002

## Personalidades
- Joseph Lebeau (1794-1865), político.
- Anne-Marie Lizin (1949), política.
- André Malherbe, tricampeón del mundo en motocross.
- Jean-Joseph Merlin (17 de septiembre de 1735 - 4 de mayo de 1803 en Londres), inventor del patín sobre ruedas.
- Maurice Tillieux (1922-1978), historietista.
- Pedro de Amiens el Ermitaño, (1050 in Amiens - 1115 in Huy), instigador de la Primera Cruzada.
- Dominique Pire (10 de febrero de 1910 en Dinant - 30 de enero de 1969) Premio Nobel de la Paz en 1958.

## Galería de imágenes

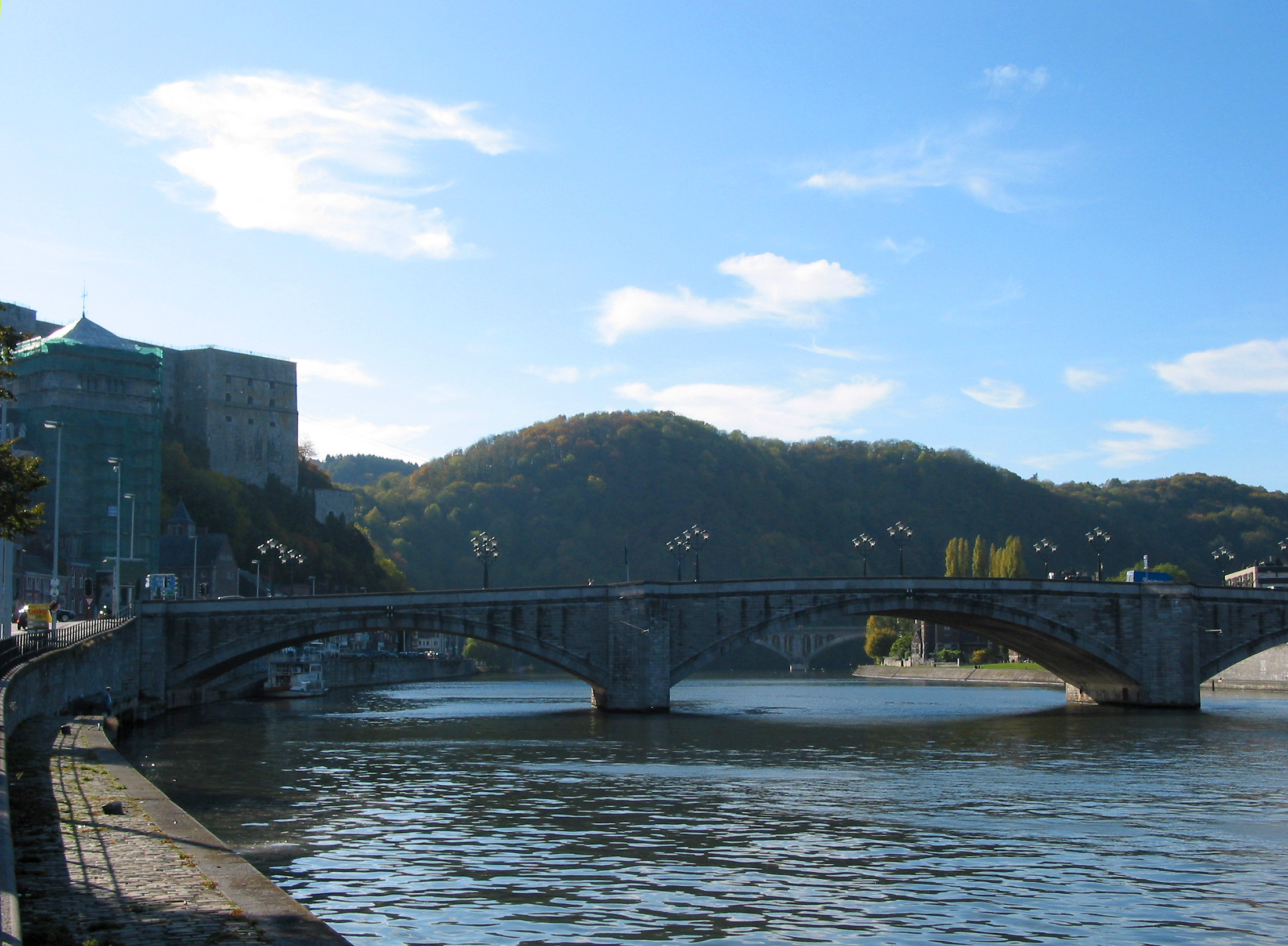
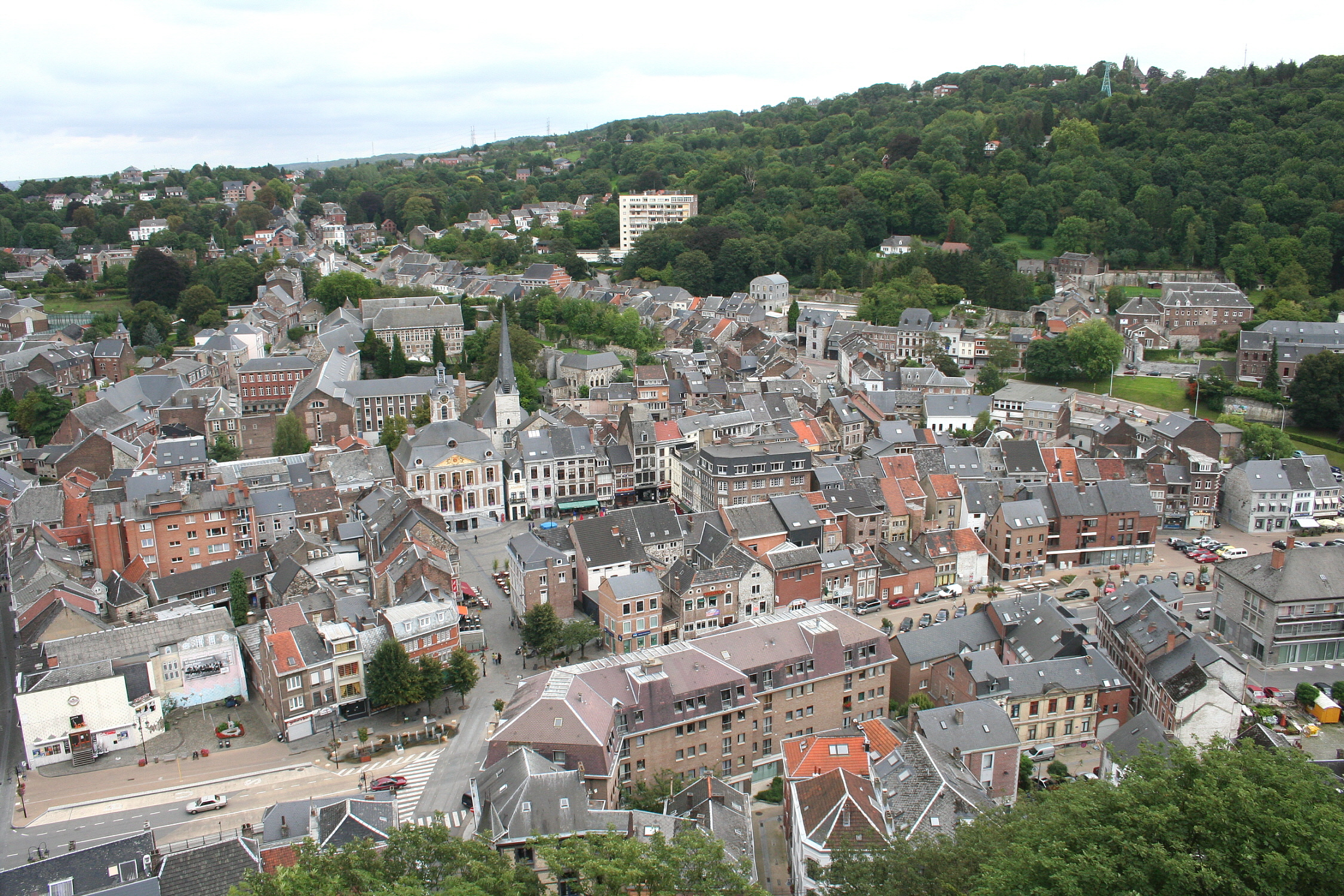
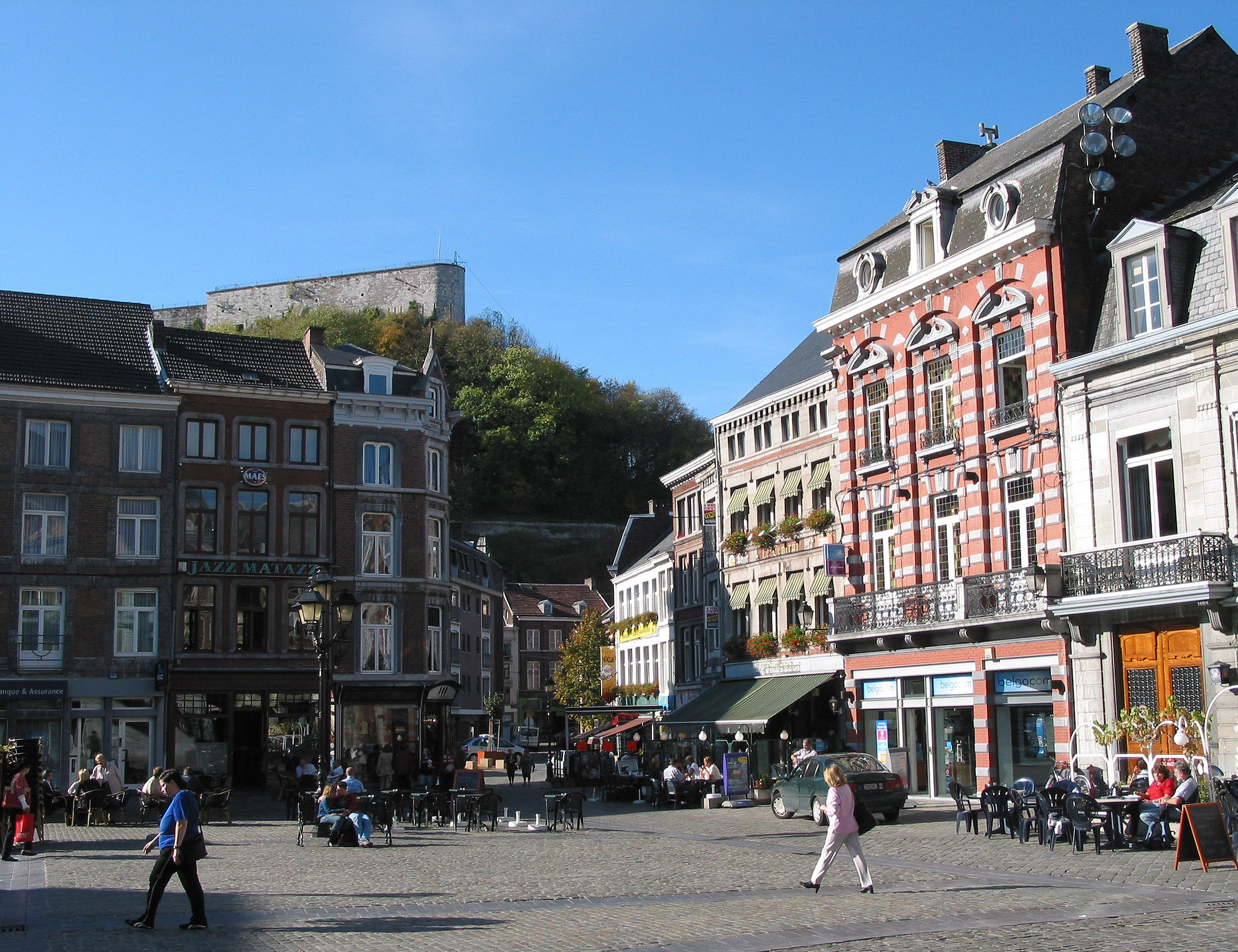
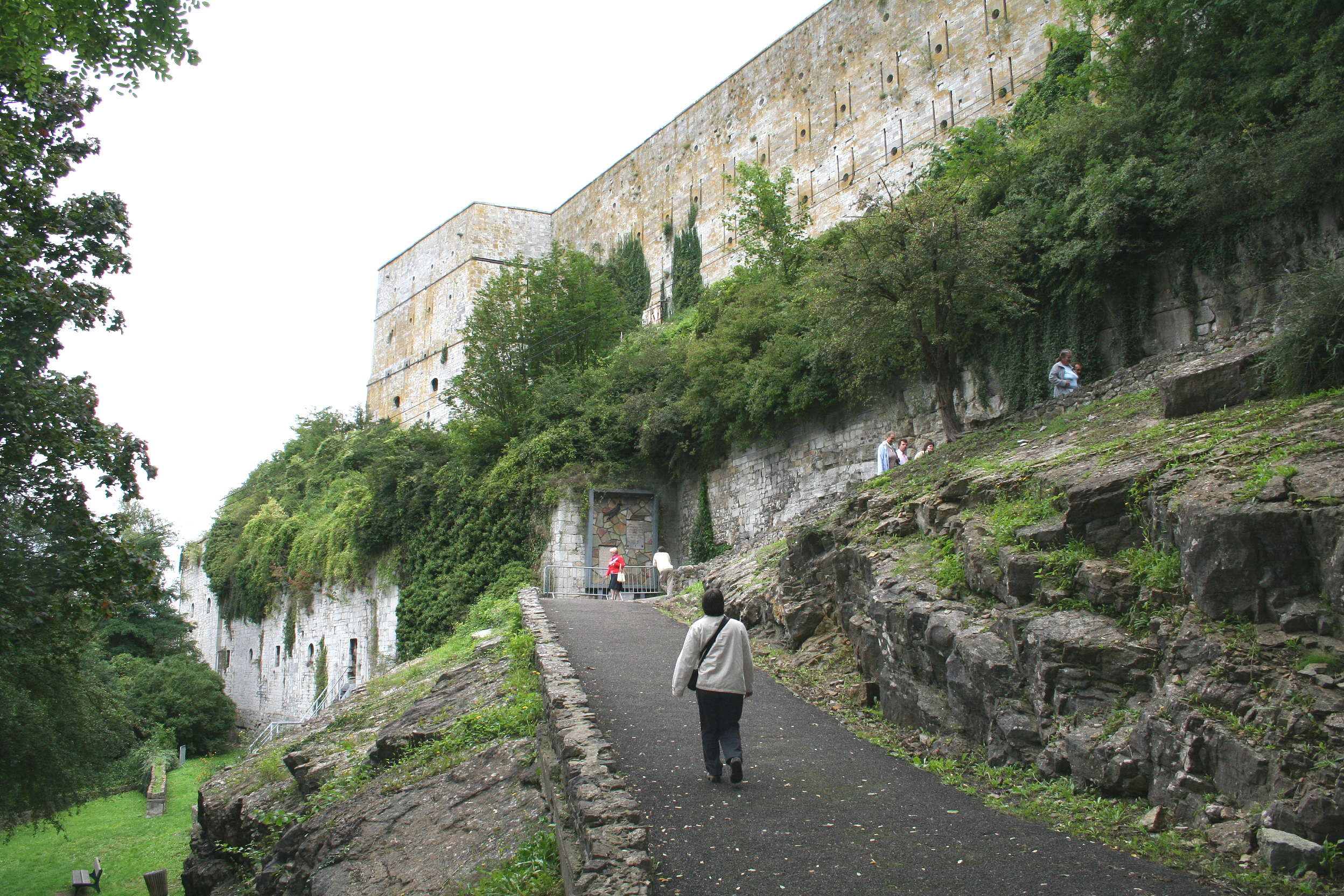
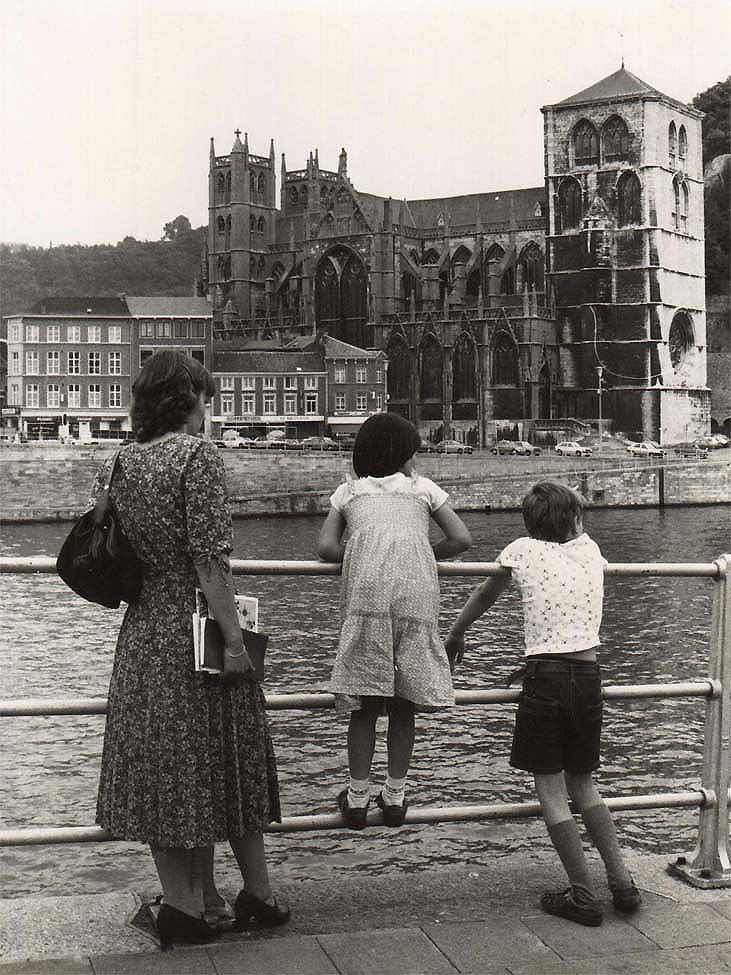
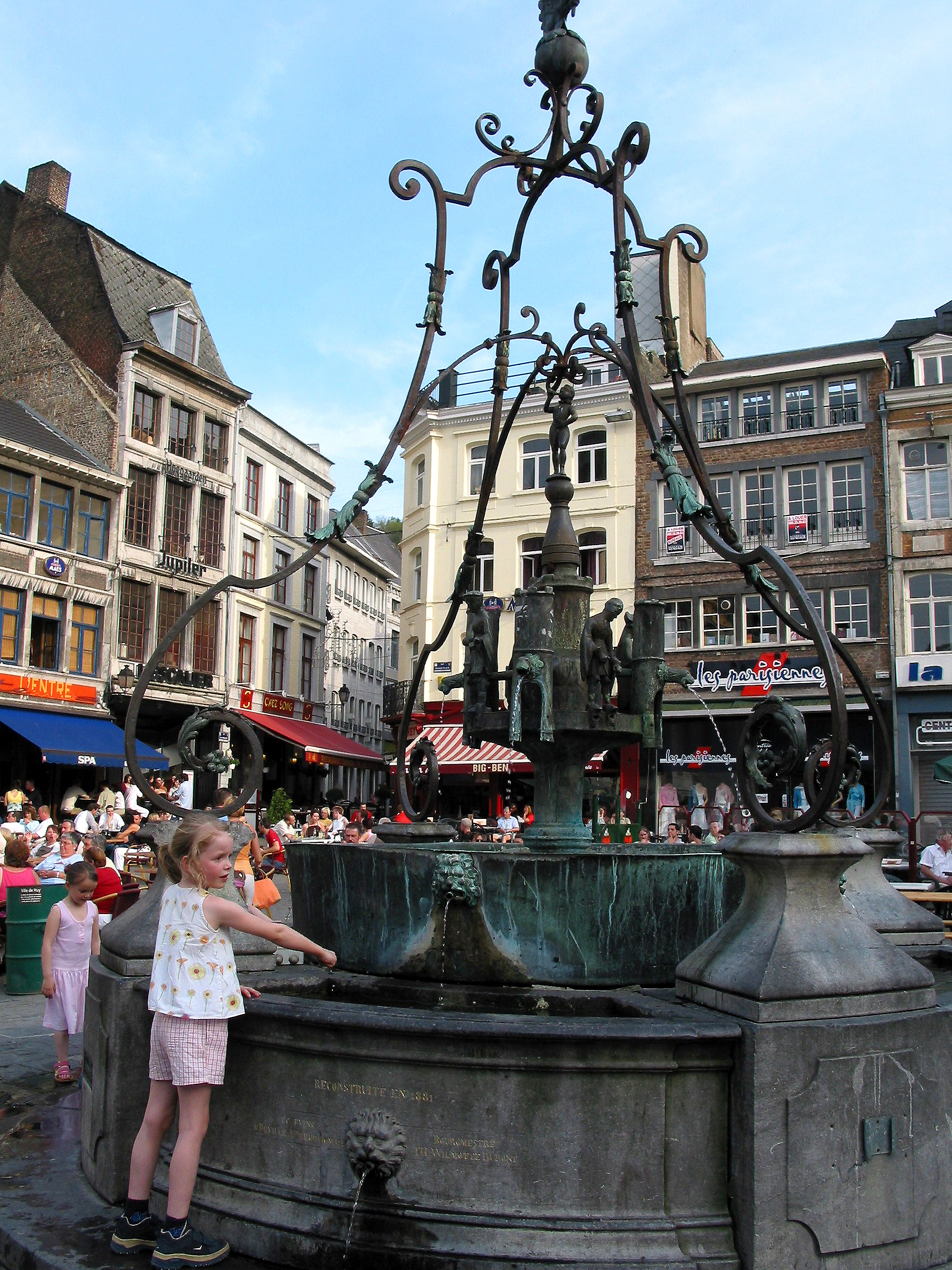
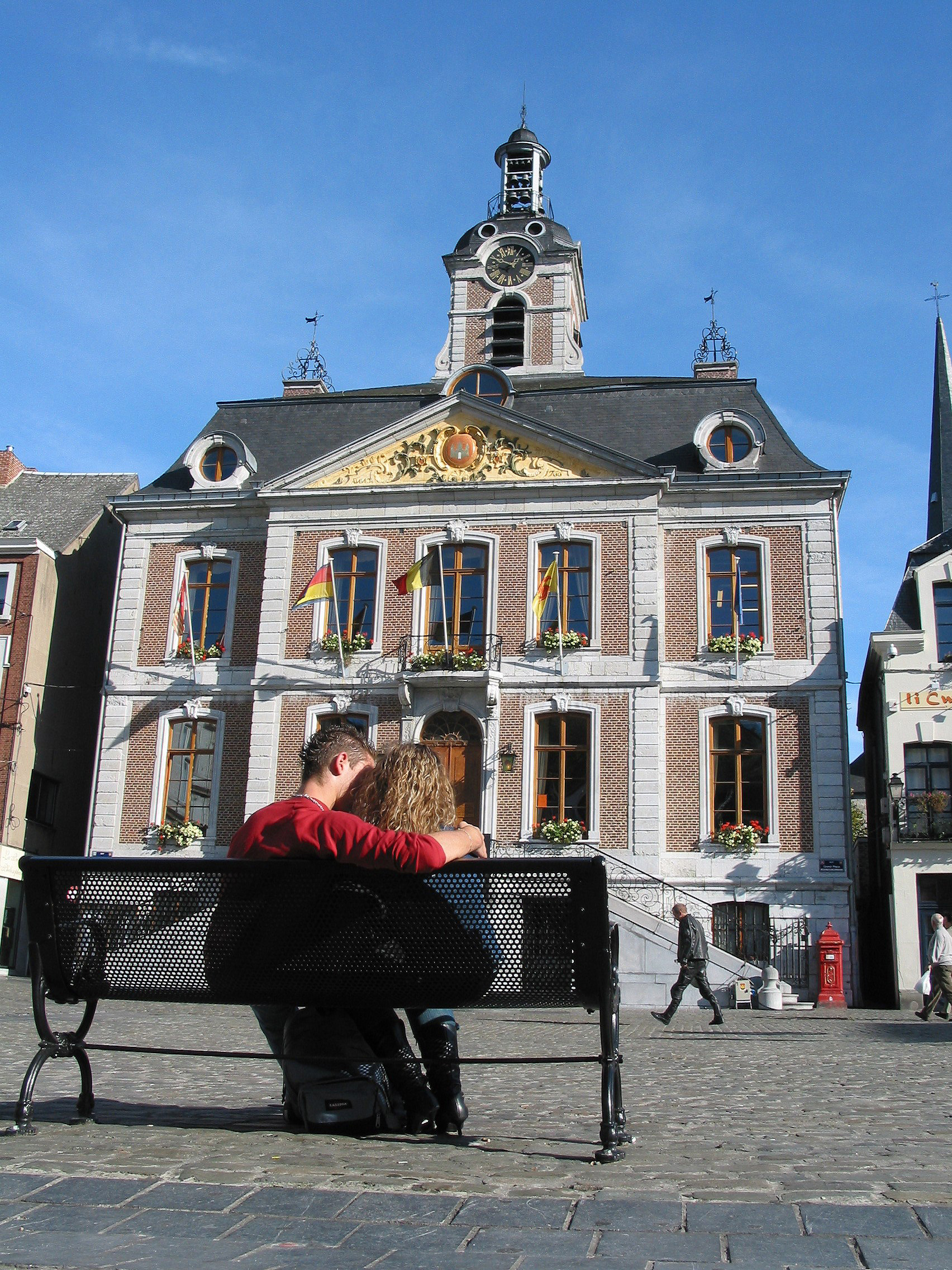
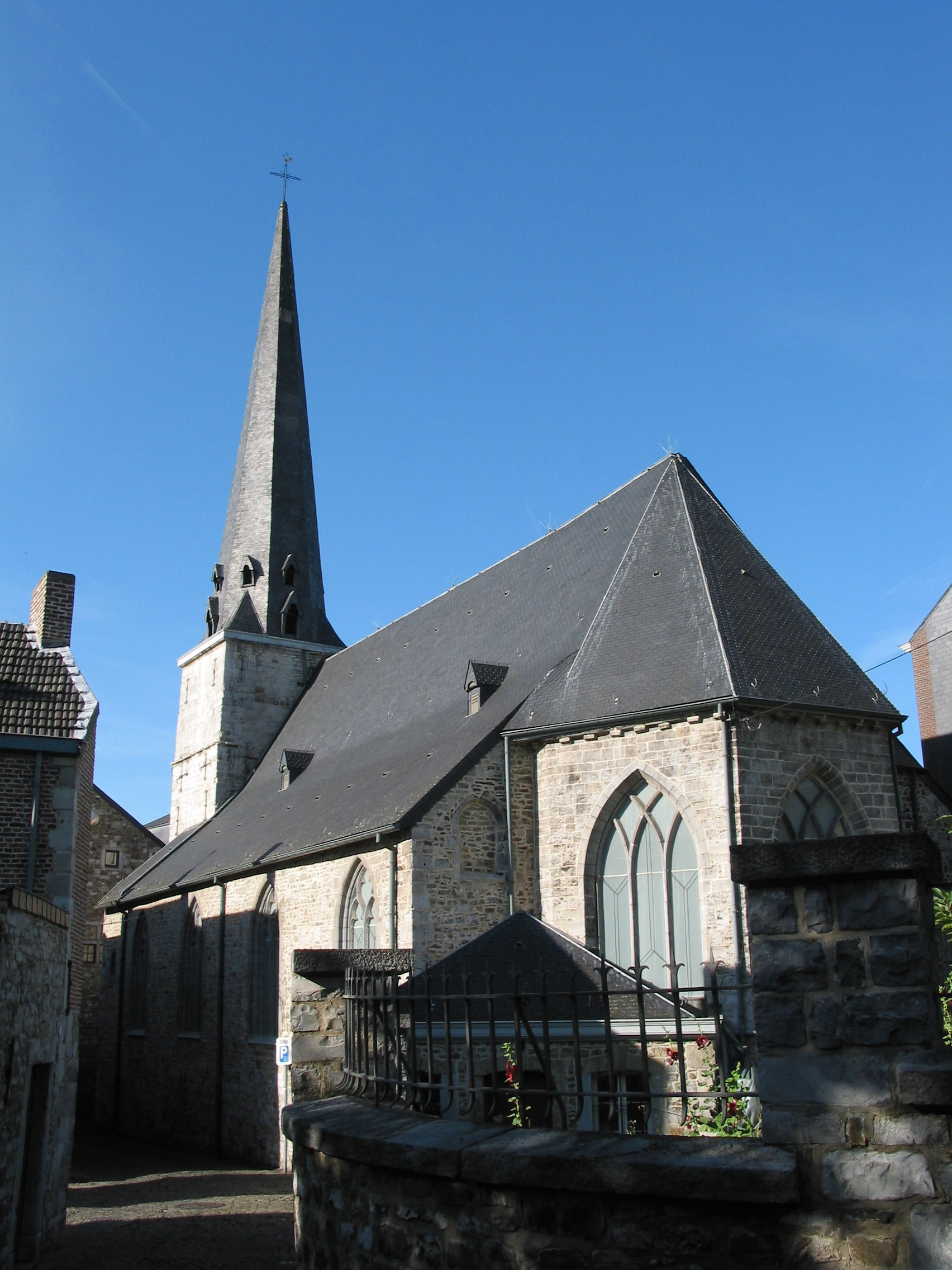
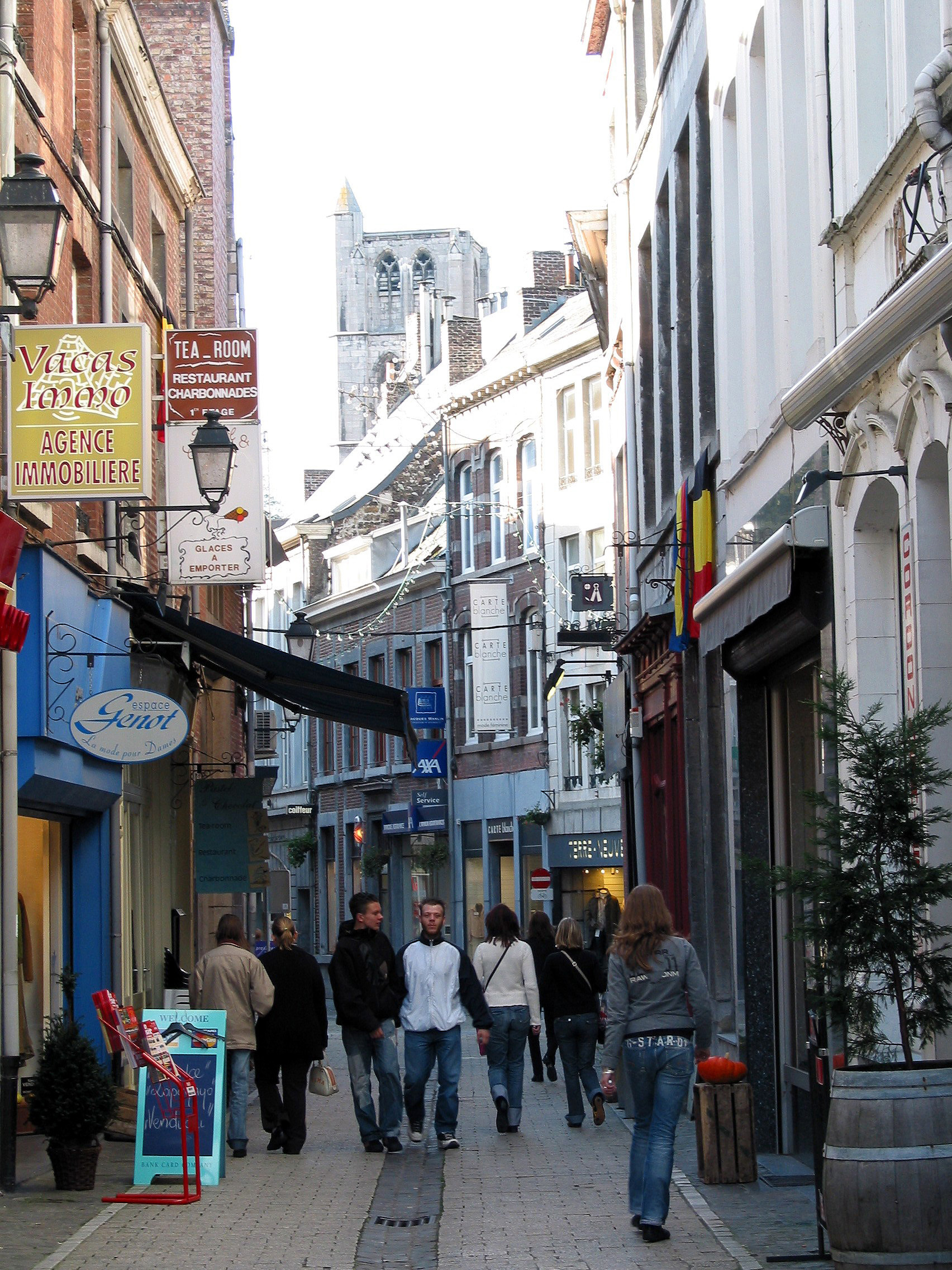
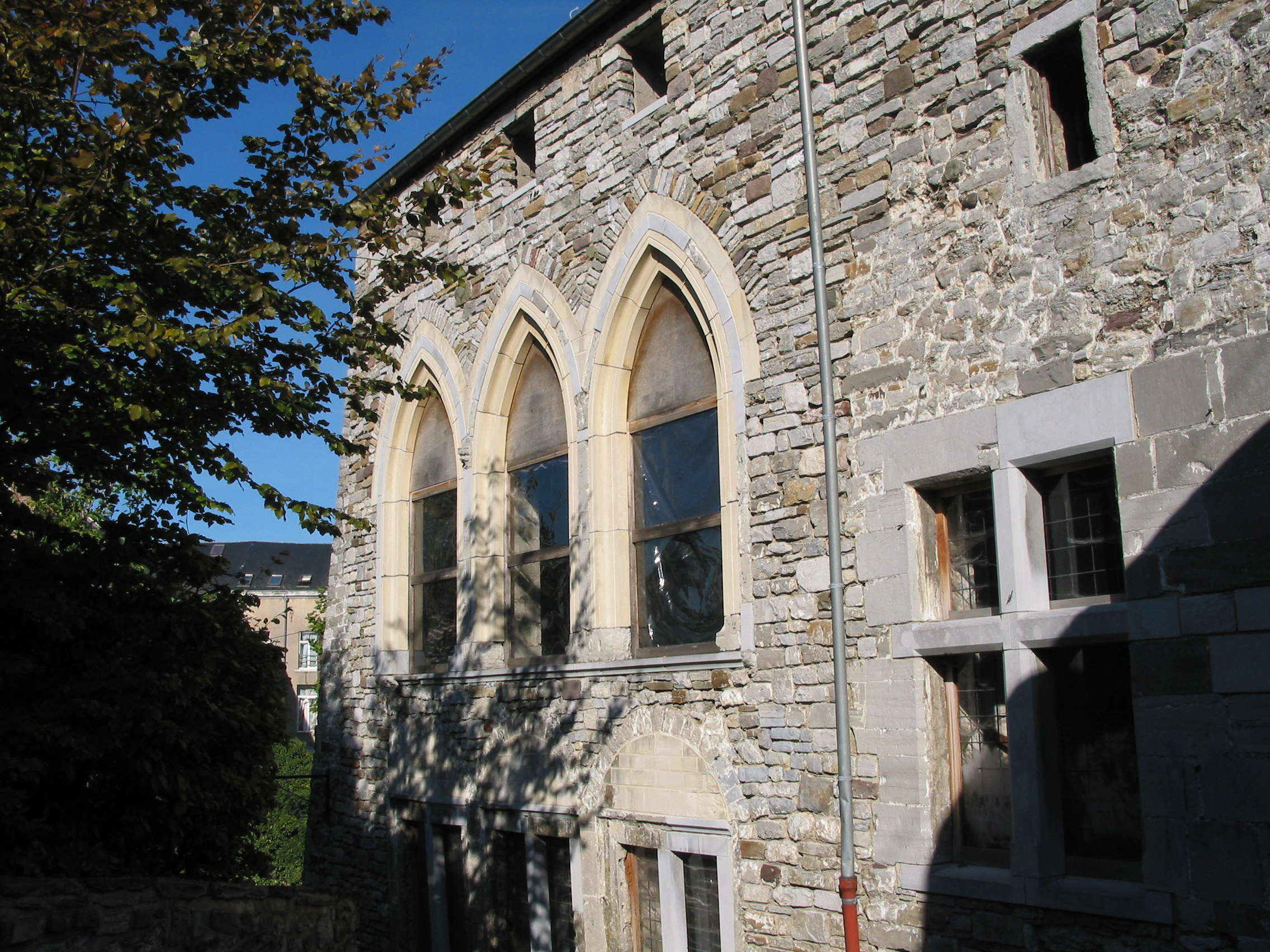
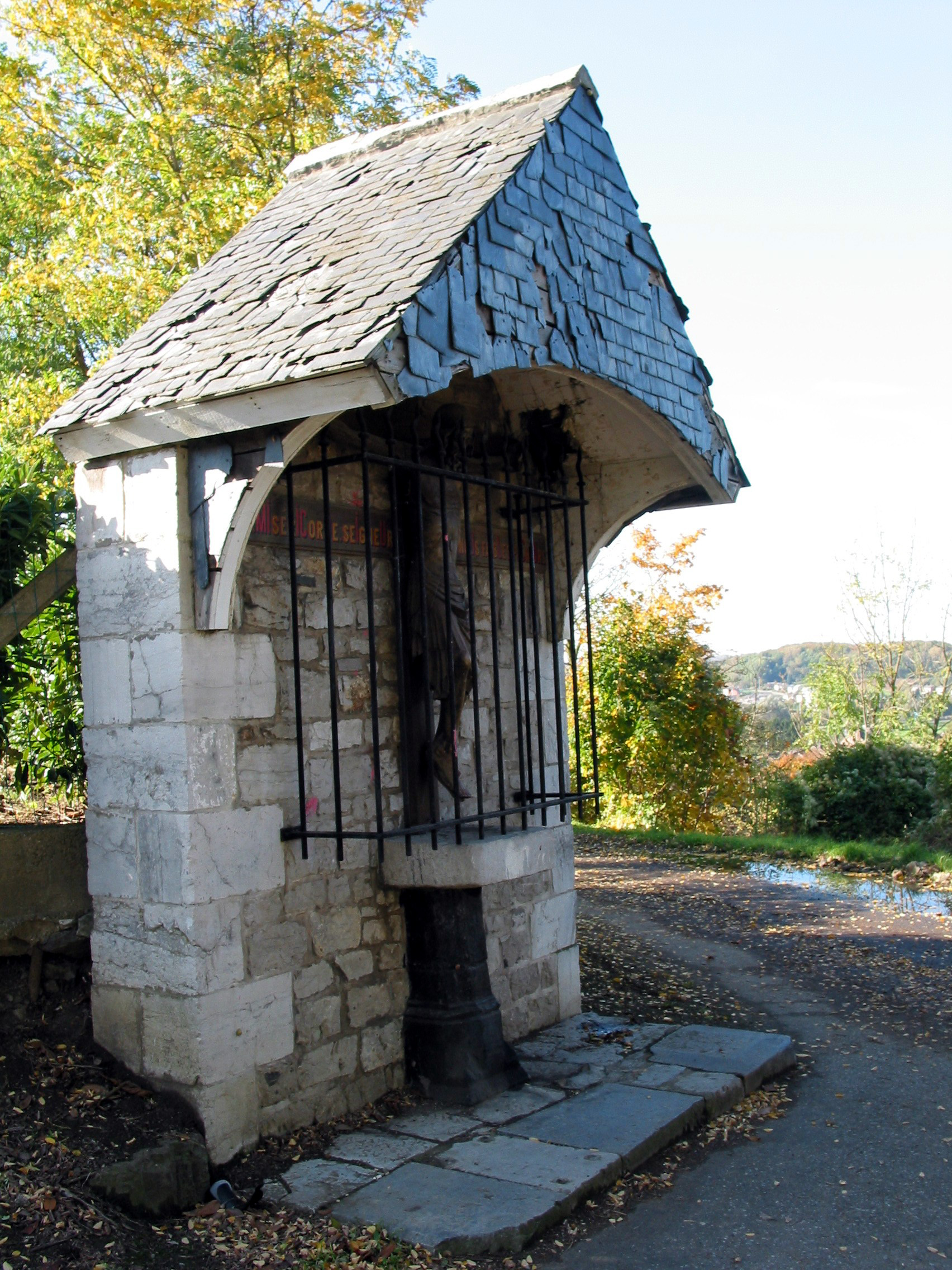